# Louis de Mornay
Pour les articles homonymes, voir Mornay.
Louis de Mornay, marquis de Villarceaux, né en 1619 à Paris et mort le 21 février 1691 à Villarceaux, est un militaire et courtisan, proche du jeune Louis XIV, alors Dauphin.

## Biographie
Louis de Mornay est le fils de Pierre de Mornay et d'Anne Olivier de Leuville, son épouse. À la mort de son père, il hérite de nombreuses seigneuries dont celle de Villarceaux, dans le Vexin français (aujourd'hui Val-d'Oise).
Militaire par tradition nobiliaire et familiale, il obtient le poste de capitaine-lieutenant des Chevau-légers de Monseigneur le Dauphin et du duc d'Orléans, le frère de Louis. Il devient par la suite capitaine des gardes du Dauphin, entrant ainsi dans l'intimité du futur monarque.
Louis de Mornay se taille rapidement une réputation de séducteur et d'homme de Cour. Saint-Simon en parle comme d'un débauché luxurieux faisant « beaucoup de fracas avec les femmes… ». Tallemant des Réaux le décrit également comme « chassant un gibier qui n'est ni de poil ni de plume... ». Il est même emprisonné quelque temps à la Bastille pour « avoir séduit une jeune pucelle ».
Le 8 mai 1643, Louis de Mornay épouse à 24 ans Denise de la Fontaine d'Esche, fille d'honneur de la reine Anne d'Autriche, beaucoup plus âgée que lui mais aussi beaucoup plus fortunée.
Le roi le nomme Capitaine de la meute royale des 70 chiens courants pour la chasse au renard et au lièvre. Sa liaison avec Ninon de Lenclos devient le sujet des conversations de salon de la capitale. Il s'installe au domaine de Villarceaux avec sa maîtresse, qui accouche d'un fils prénommé Louis François. Mornay reconnaît son fils devant notaire en 1657. Confortablement doté par ses parents, le jeune bâtard reçoit le titre de Chevalier de la Boissière donné par le roi qui l'enrôle dans la marine royale, comme officier.

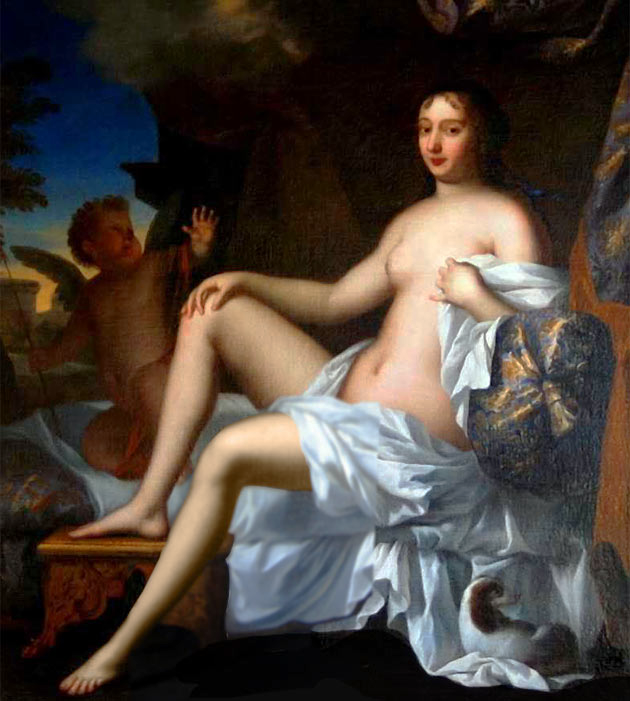
Portrait de Françoise d'Aubigné, par le marquis de Villarceaux.

Séparé de Ninon, Louis de Mornay tente de faire la cour à Françoise Scarron, l'épouse du poète Paul Scarron. Il commence ainsi à fréquenter le salon de Scarron, pour s'approcher de « la belle indienne », comme on surnommait alors Françoise Scarron. Après la mort de son mari, elle devient sa maîtresse pendant trois ans, avant de mettre un terme à sa relation avec Louis de Mornay : « Je ne veux plus te voir ici ou même ailleurs pendant une année, et puis nous nous reverrons comme des vieux amis, mais que la porte de ma chambre te sera à jamais fermée. » Elle devient plus tard l'épouse secrète du roi Louis XIV, et l'histoire la retiendra sous le nom de madame de Maintenon.
Mornay réalise une peinture la représentant en déesse grecque, le sein nu, le regard fixé sur l'horizon, indifférente à Louis de Mornay, représenté sous les traits de l'Amour tenant sa flèche. Cette toile est conservée dans la salle à manger du château de Villarceaux, dans le Val-d'Oise. Après cette séparation, il devient l'un des favoris du roi Louis XIV.
Il meurt en 1691, seul et endetté, et est inhumé dans l'église prieurale Sainte-Marie-Madeleine de Villarceaux. À sa mort disparaît la branche des Mornay de Villarceaux. Son tombeau est détruit durant la Révolution française par les travaux engagés par le mathématicien Joseph Lakanal qui racheta le monastère, vendu comme bien national.